# Ораовица (Радовиште)
Ораовица (мкд. Ораовица) је насеље у Северној Македонији, у југоисточном делу државе, у оквиру општине Радовиште.

## Географија
Ораовица је смештена у југоисточном делу Северне Македоније. Од најближег града, Струмице, насеље је удаљено 7 km југоисточно.
Насеље Ораовица се налази у историјској области Струмица. Насеље је у северном делу Радовишког поља, које чини Стара река. Северно од села уздиже се планина Плачковица. Надморска висина насеља је приближно 360 метара. 
Месна клима је блажи облик континенталне због близине Егејског мора (жарка лета).

## Становништво
Ораовица је према последњем попису из 2002. године имала 1.720 становника.
Већинско становништво у насељу су етнички Македонци. До почетка 20. века већину становништва чинили су Турци, који су се иселили у матицу.
Претежна вероисповест месног становништва је православље.